# Družina kometov
Družina kometov je skupina kometov, ki imajo podobne tirnice. 
Izvor oziroma nastanek kometov iste družine ni vedno enak. Družine lahko nastane tudi zaradi vpliva planeta, ki je zajel večje število kometov različnih izvorov (primer: Jupiter obvladuje Jupitrovo družino kometov, ki nimajo skupnega izvora in so bili zajeti iz večjega števila tirnic). Običajno je vrh porazdelitev afelijev kometov ene družine približno na razdalji, ki je enaka razdalji enega izmed velikih planetov od Sonca (npr. Jupitra). Planet tako močno vpliva na tirnico kometa, da se njegova prvotna tirnica lahko močno spremeni. Možen je tudi prehod iz ene družine v drugo zaradi vpliva planeta.

## Družine kometov
Družine kometov imajo vsi veliki planeti. Kot družine pa včasih obravnavamo tudi določen tip kometa:
- Jupitrova
- Saturnova
- Enckejev tip kometa
- Hironov tip kometa
- Halleyev tip kometa
- Uranova
- Neptunova
- Kreutzova družina kometov (blizusončevi kometi)